# Prima Divisione Piemonte-Valle d'Aosta 1951-1952
La Prima Divisione fu il massimo campionato regionale di calcio disputato in Piemonte nella stagione 1951-1952.
Avendo deciso la FIGC col Lodo Barassi una radicale riforma dei campionati minori per la stagione successiva, questa edizione si differenziò dalle precedenti in quanto non mise in palio posti per il campionato interregionale, ma fu finalizzata a qualificare le società partecipanti: le migliori avrebbero avuto accesso al nuovo Campionato Regionale (detto di Promozione), mentre le altre squadre non ammesse sarebbero rimaste iscritte al declassato campionato di Prima Divisione.
Per quanto riguarda il Piemonte, fu garantito l'accesso al nuovo campionato regionale alle prime cinque di ogni raggruppamento, come anche ad alcune delle migliori seste a seconda del numero di retrocesse locali dalla Promozione della Lega Interregionale Nord.
Questi sono i gironi organizzati dalla Lega Regionale Piemontese.

## Girone A

### Squadre partecipanti
| Squadra            | Città (provincia)               | Stagione precedente |
| ------------------ | ------------------------------- | ------------------- |
| G.S. Arona         | Arona (NO)                      |                     |
| U.S. Bavenese      | Baveno (NO)                     |                     |
| A.C. Cressa Saini  | Cressa (NO)                     |                     |
| A.C. Gozzano       | Gozzano (NO)                    |                     |
| A.S. Juventus Domo | Domodossola (NO)                |                     |
| S.S. Libertas      | Pallanza di Verbania (NO)       |                     |
| U.S. Pombiese      | Pombia (NO)                     |                     |
| G.S. Rumianca      | Rumianca di Pieve Vergonte (NO) |                     |
| A.C. San Maurizio  | San Maurizio d'Opaglio (NO)     |                     |
| U.S. Sestese       | Sesto Calende (VA)              |                     |
| S.S. Sparta        | Novara                          |                     |
| A.S. Sunese        | Suno (NO)                       |                     |
| U.S. Varalpombiese | Varallo Pombia (NO)             |                     |
| A.S. Virtus Villa  | Villadossola (NO)               |                     |

### Classifica finale
|  | Pos. | Squadra       | Pt | G  | V  | N | P  | GF | GS | DR  |
|  | ---- | ------------- | -- | -- | -- | - | -- | -- | -- | --- |
|  | 1.   | Gozzano       | 43 | 26 | 19 | 5 | 2  | 79 | 33 | +46 |
|  | 2.   | Juventus Domo | 36 | 26 | 17 | 2 | 7  | 61 | 31 | +30 |
|  | 3.   | Varalpombiese | 35 | 26 | 15 | 5 | 6  | 64 | 35 | +29 |
|  | 4.   | Cressa Saini  | 30 | 26 | 13 | 4 | 9  | 50 | 43 | +7  |
|  | 5.   | Sparta Novara | 26 | 26 | 10 | 6 | 10 | 52 | 42 | +10 |
|  | 5.   | Bavenese      | 26 | 26 | 11 | 4 | 11 | 50 | 44 | +6  |
|  | 7.   | San Maurizio  | 24 | 26 | 10 | 4 | 12 | 43 | 46 | -3  |
|  | 8.   | Pombiese      | 23 | 26 | 9  | 5 | 12 | 53 | 69 | -16 |
|  | 9.   | Libertas      | 22 | 26 | 10 | 2 | 14 | 44 | 54 | -10 |
|  | 10.  | Sestese       | 21 | 26 | 8  | 5 | 13 | 44 | 49 | -5  |
|  | 10.  | Sunese        | 21 | 26 | 8  | 5 | 13 | 40 | 55 | -15 |
|  | 12.  | Virtus Villa  | 20 | 26 | 7  | 6 | 13 | 40 | 52 | -12 |
|  | 13.  | Rumianca      | 19 | 26 | 9  | 1 | 16 | 50 | 55 | -5  |
|  | 14.  | Arona (-1)    | 16 | 26 | 6  | 5 | 15 | 39 | 53 | -14 |

Legenda:
      Ammesso alle finali per il titolo regionale.
  Ammesso alla nuova Promozione Regionale.
  Non iscritto la stagione successiva.
Regolamento:
Due punti a vittoria, uno a pareggio, zero a sconfitta.
Pari merito in caso di pari punti.
Note:
L'Arona ha scontato 1 punto di penalizzazione in classifica per una rinuncia.

## Girone B

### Squadre partecipanti
| Squadra                 | Città (provincia)         | Stagione precedente |
| ----------------------- | ------------------------- | ------------------- |
| A.C. Borgodalese        | Borgo d'Ale (VC)          |                     |
| A.S. Cameri             | Cameri (NO)               |                     |
| C.R.A.L. Cartiera Burgo | Romagnano Sesia (NO)      |                     |
| A.C. Fortitudo          | Pontestura (AL)           |                     |
| F.C. Gattinara          | Gattinara (VC)            |                     |
| U.S. Grignasco          | Grignasco (NO)            |                     |
| U.S. Ivrea              | Ivrea (TO)                |                     |
| U.S. Livorno Ferraris   | Livorno Ferraris (VC)     |                     |
| U.S. Popolo             | Casale Popolo (AL)        |                     |
| A.S. Pro Asigliano      | Asigliano Vercellese (VC) |                     |
| S.S. Quaronese          | Quarona (VC)              |                     |
| U.S. Strambinese        | Strambino (TO)            |                     |
| A.C. Trecate            | Trecate (NO)              |                     |
| G.S. Verrès             | Verrès (AO)               |                     |

### Classifica finale
|  | Pos. | Squadra          | Pt | G  | V  | N | P  | GF | GS | DR  |
|  | ---- | ---------------- | -- | -- | -- | - | -- | -- | -- | --- |
|  | 1.   | Ivrea            | 42 | 26 | 20 | 2 | 4  | 91 | 22 | +69 |
|  | 2.   | Cartiera Burgo   | 36 | 26 | 15 | 6 | 5  | 59 | 34 | +25 |
|  | 2.   | Trecate          | 36 | 26 | 16 | 4 | 6  | 80 | 32 | +48 |
|  | 4.   | Cameri           | 34 | 26 | 15 | 4 | 7  | 61 | 44 | +17 |
|  | 5.   | Popolo           | 32 | 26 | 14 | 4 | 8  | 50 | 42 | +8  |
|  | 6.   | Verrès           | 28 | 26 | 10 | 8 | 8  | 39 | 48 | -9  |
|  | 6.   | Quaronese        | 28 | 26 | 12 | 4 | 10 | 54 | 43 | +11 |
|  | 8.   | Livorno Ferraris | 25 | 26 | 10 | 5 | 11 | 45 | 49 | -4  |
|  | 9.   | Pro Asigliano    | 23 | 26 | 8  | 7 | 11 | 46 | 48 | -2  |
|  | 10.  | Grignasco        | 22 | 26 | 9  | 4 | 13 | 49 | 45 | +4  |
|  | 11.  | Borgodalese      | 21 | 26 | 10 | 1 | 15 | 52 | 70 | -18 |
|  | 12.  | Strambinese      | 14 | 26 | 5  | 4 | 17 | 41 | 80 | -39 |
|  | 13.  | Fortitudo        | 13 | 26 | 4  | 5 | 17 | 43 | 79 | -36 |
|  | 14.  | Gattinara        | 10 | 26 | 4  | 2 | 20 | 25 | 86 | -61 |

Legenda:
      Ammesso alle finali per il titolo regionale.
  Ammesso alla nuova Promozione Regionale.
  Non iscritto la stagione successiva.
Regolamento:
Due punti a vittoria, uno a pareggio, zero a sconfitta.
Pari merito in caso di pari punti.

## Girone C

### Squadre partecipanti
| Squadra            | Città (provincia)       | Stagione precedente |
| ------------------ | ----------------------- | ------------------- |
| U.S. Barcanova     | Torino                  |                     |
| U.S. Casellese     | Caselle Torinese (TO)   |                     |
| U.S. Castellamonte | Castellamonte (TO)      |                     |
| U.S. Ciriè         | Cirié (TO)              |                     |
| G.S. Lancia        | Torino                  |                     |
| U.S. Lanzese       | Lanzo Torinese (TO)     |                     |
| A.S. Leumann       | Torino-Borgata Leumann  |                     |
| A.C. Piemonte      | Torino                  |                     |
| U.S. Rivoli        | Rivoli (TO)             |                     |
| U.S. Robaldo       | Moncalieri (TO)         |                     |
| U.S. San Mauro     | San Mauro Torinese (TO) |                     |
| U.S. Settimese     | Settimo Torinese (TO)   |                     |
| A.S. Vallorco      | Cuorgnè (TO)            |                     |
| U.S. Volpiano      | Volpiano (TO)           |                     |

### Classifica finale
|  | Pos. | Squadra       | Pt | G  | V  | N  | P  | GF | GS | DR  |
|  | ---- | ------------- | -- | -- | -- | -- | -- | -- | -- | --- |
|  | 1.   | Vallorco      | 44 | 26 | 19 | 6  | 1  | 82 | 34 | +48 |
|  | 2.   | Lanzese       | 38 | 25 | 14 | 10 | 1  | 50 | 20 | +30 |
|  | 3.   | Ciriè         | 36 | 24 | 17 | 2  | 5  | 54 | 26 | +28 |
|  | 4.   | Rivoli        | 33 | 25 | 14 | 5  | 6  | 71 | 35 | +36 |
|  | 5.   | Casellese     | 31 | 25 | 13 | 5  | 7  | 49 | 48 | +1  |
|  | 6.   | Barcanova     | 28 | 26 | 11 | 6  | 9  | 45 | 46 | -1  |
|  | 7.   | Leumann       | 26 | 26 | 10 | 6  | 10 | 42 | 58 | -16 |
|  | 7.   | Settimese     | 26 | 24 | 11 | 4  | 9  | 44 | 41 | +3  |
|  | 7.   | Castellamonte | 26 | 26 | 9  | 8  | 9  | 53 | 52 | +1  |
|  | 10.  | Piemonte      | 18 | 23 | 8  | 2  | 13 | 40 | 44 | -4  |
|  | 11.  | Lancia        | 17 | 25 | 7  | 3  | 15 | 46 | 41 | +5  |
|  | 12.  | San Mauro     | 16 | 26 | 4  | 8  | 14 | 34 | 59 | -25 |
|  | 13.  | Volpiano      | 12 | 25 | 6  | 0  | 19 | 33 | 82 | -49 |
|  | 14.  | Robaldo       | 3  | 26 | 0  | 3  | 23 | 30 | 82 | -52 |

Legenda:
      Ammesso alle finali per il titolo regionale.
  Ammesso alla nuova Promozione Regionale.
  Non iscritto la stagione successiva.
Regolamento:
Due punti a vittoria, uno a pareggio, zero a sconfitta.
Pari merito in caso di pari punti.
Note:
Classifica incompleta (diverse gare qui mancanti ma disputate).

## Girone D

### Squadre partecipanti
| Squadra               | Città (provincia)       | Stagione precedente |
| --------------------- | ----------------------- | ------------------- |
| U.S. Albese           | Alba (CN)               |                     |
| S.P. Canale           | Canale (CN)             |                     |
| A.S. Carignano        | Carignano (TO)          |                     |
| U.S. Carmagnolese     | Carmagnola (TO)         |                     |
| A.C. La Pedona        | Borgo San Dalmazzo (CN) |                     |
| G.S. Michelin         | Torino                  |                     |
| A.C. Perosa           | Perosa Argentina (TO)   |                     |
| F.C. Pinerolo         | Pinerolo (TO)           |                     |
| U.S. R.I.V.           | Villar Perosa (TO)      |                     |
| G.S. S.N.I.A. Viscosa | Torino                  |                     |
| A.C. Saluzzo          | Villar Perosa (TO)      |                     |
| U.S. Saviglianese     | Savigliano (CN)         |                     |
| G.S. Ugo Fassio       | Montegrosso d'Asti (AT) |                     |
| U.S. Val Pellice      | Torre Pellice (TO)      |                     |

### Classifica finale
|  | Pos. | Squadra          | Pt | G  | V  | N | P  | GF | GS | DR  |
|  | ---- | ---------------- | -- | -- | -- | - | -- | -- | -- | --- |
|  | 1.   | Saviglianese     | 36 | 26 | 14 | 8 | 4  | 64 | 37 | +27 |
|  | 2.   | Saluzzo          | 35 | 26 | 14 | 7 | 5  | 73 | 34 | +39 |
|  | 3.   | Carmagnolese     | 32 | 26 | 14 | 4 | 8  | 52 | 33 | +19 |
|  | 4.   | R.I.V.           | 31 | 26 | 12 | 7 | 7  | 41 | 35 | +6  |
|  | 4.   | Perosa           | 31 | 26 | 14 | 3 | 9  | 52 | 48 | +4  |
|  | 6.   | Val Pellice      | 30 | 26 | 13 | 4 | 9  | 53 | 37 | +16 |
|  | 7.   | Carignano        | 28 | 26 | 12 | 4 | 10 | 48 | 42 | +6  |
|  | 8.   | Canale           | 27 | 26 | 9  | 9 | 8  | 46 | 54 | -8  |
|  | 9.   | S.N.I.A. Viscosa | 26 | 26 | 9  | 8 | 9  | 53 | 44 | +9  |
|  | 10.  | Albese           | 22 | 26 | 8  | 6 | 12 | 49 | 51 | -2  |
|  | 10.  | Ugo Fassio       | 22 | 26 | 9  | 4 | 14 | 44 | 54 | -10 |
|  | 12.  | Pinerolo         | 21 | 26 | 7  | 7 | 12 | 37 | 47 | -10 |
|  | 13.  | La Pedona        | 14 | 26 | 5  | 4 | 17 | 32 | 74 | -42 |
|  | 14.  | Michelin (-3)    | 6  | 26 | 2  | 5 | 19 | 29 | 81 | -52 |

Legenda:
      Ammesso alle finali per il titolo regionale.
  Ammesso alla nuova Promozione Regionale.
  Non iscritto la stagione successiva.
Regolamento:
Due punti a vittoria, uno a pareggio, zero a sconfitta.
Pari merito in caso di pari punti.
Note:
Michelin ha scontato 3 punti di penalizzazione in classifica per tre rinunce.

## Finali

### Classifica finale
|  | Pos. | Squadra | Pt | G | V | N | P | GF | GS | DR |
|  | ---- | ------- | -- | - | - | - | - | -- | -- | -- |
|  | 1.   | ???     | ?? | 6 |   |   |   |    |    |    |
|  | 2.   | ???     | ?? | 6 |   |   |   |    |    |    |
|  | 3.   | ???     | ?? | 6 |   |   |   |    |    |    |
|  | 4.   | ???     | ?? | 6 |   |   |   |    |    |    |

Legenda:
      Campione Piemontese di Prima Divisione.
Regolamento:
Due punti a vittoria, uno a pareggio, zero a sconfitta.
Pari merito in caso di pari punti.

### Qualificazione
Le quattro seste si giocarono le qualificazioni.
L'esito delle qualificazioni dovette confrontarsi da regolamento con gli esiti del sovrastante campionato di Promozione, dal quale alla fine retrocedettero sul campo 10 club piemontesi, poi ulteriormente ridotti a 9 a causa della rinuncia della Trinese, cosicché si crearono ben tre posti per le seste classificate. Il panorama regionale fu, assai insolitamente per l'area settentrionale del paese, tuttavia caratterizzato da numerosissimi rinunce di vari club, e la Lega Regionale Piemontese fu costretta a deliberare un'imponente mole di riammissioni per completare i gironi: ben otto.